# Adamov (ort i Tjeckien, Mellersta Böhmen)
Adamov är en ort i Tjeckien.   Den ligger i regionen Mellersta Böhmen, i den centrala delen av landet, 80 km öster om huvudstaden Prag. Adamov ligger 310 meter över havet och antalet invånare är 112.
Terrängen runt Adamov är lite kuperad, och sluttar norrut.Runt Adamov är det ganska tätbefolkat, med 62 invånare per kvadratkilometer. Närmaste större samhälle är Kutná Hora, 14,2 km nordväst om Adamov. Trakten runt Adamov består till största delen av jordbruksmark.